# 松本愛 (フリーアナウンサー)
松本 愛（まつもと あい、11月21日:15 -）は、新潟県を拠点に活動するラジオパーソナリティ、フリーアナウンサー:15。

## 概要
FM PORTの開局時のメンバーの一人:15。最初は事務の仕事に就いていたが、東京の制作会社の社長が「全く何の色にも染まってない、経験のないドヘタなのを一人採りたい」といって、『スタンピングラウンド』という夕方の番組でリポーターの仕事をするようになる:15。リポーターを2年やり、その後2年位いろんな番組をやった後、冠番組の『NIGHT i』を担当するようになる:15-16。
ナビゲーターを務めていた番組『NIGHT i』は、『ラジオマニア2016』において「一度聴いたら忘れられない部門」として「新潟県の日曜夜、ある意味ここがゴールデンタイム」「ジャニーズ楽曲満載でお送りして早10年」と紹介されており、FM PORTの閉局まで16年間番組が続いた:15。そのため、FM PORTの「夜の顔」と称された。
『ラジオマニア2016』では、思わずラジオのボリュームを絞りたくなるセクシーボイスと紹介されている。新聞のラジオ欄では、「ハレンチボイス」と紹介されたこともある。
自身のことを「人と上手に交流したりコミュニケーション取れない:14」「本当に人前が苦手:16」「社交性も社会性もない、手先も不器用っていう。それが『ああ、私ここにいていいんだな』と初めて思えたのがラジオだったんだよね。:16」と語っている。
FM PORTの閉局後はしばらくの間ラジオのレギュラー番組からは遠ざかっていたが、2021年3月29日よりBSNラジオにて『工藤淳之介 3時のカルテット』の月曜パートナーを担当することとなり約9か月ぶりにラジオのレギュラー番組を持つことになった。
2023年11月にはX（旧ツイッター）で今どきの女子高生が考える昭和に対するイメージに衝撃を受けたことを投稿したところ、中川翔子など著名なアカウントにリポストされ話題となった。
2024年3月にはBSNラジオ『工藤淳之介 3時のカルテット』と燕三条エフエム放送『松本愛のやっぱり夜が好き』の放送が終了し、ラジオでのレギュラー出演が一時なくなったが、2024年6月よりエフエム新津で『松本愛のやっぱり夜が好き』でラジオパーソナリティとして復帰している。
2024年6月にはBSNポッドキャスト『松本愛のしあわせお断り』を配信している。

## 出演番組

### 現在の出演番組
- 『松本愛＆遠藤麻理 あいまりタイムズ』[8]（2023年9月29日～、新潟日報デジタルプラス） - 遠藤麻理と共演。『愛ちゃん＆麻理ちゃんお悩み相談スタジオ』からリニューアル。
- 『松本愛のしあわせお断り』（2024年6月1日～、新潟放送によるポッドキャスト配信番組）毎週土曜日19時更新
- 『松本愛のやっぱり夜が好き』（2024年6月11日～、エフエム新津）毎月第二火曜19時～21時、月一レギュラー放送(再放送・同じ週の土曜19時〜21時)
- 『月イチ天国』（2025年4月1日～、エフエム新津）毎月第一火曜19時～21時、月一レギュラー放送(再放送・同じ週の土曜19時〜21時)

### 過去の出演番組
- 『NIGHT i』（FM PORT、2004年[注釈 1]4月 - 2020年6月28日、2004年4月 - 2005年9月 日曜 21:00～23:00 → 2005年10月 - ？日曜 19:00〜21:00 → ？ - 2020年6月 日曜 20:00〜22:00[5]）ナビゲーター
- 『Many Thanks from FM PORT』（2020年6月30日 FM PORT最終番組）
- 『スタンピン・グラウンド』（FM PORT、2000年12月 - 2003年3月）レポーター[10]
- 『ディオニソスの耳』（FM PORT、2003年4月 - 6月、月曜19時〜20時）ナビゲーター
- 『キャッチアイ！』（FM PORT、2003年7月 - 2004年9月、金曜22時～23時）ナビゲーター
- 『スポーツアイ！』（FM PORT、2003年9月 - 2004年9月、日曜19時～20時）ナビゲーター
- 『アフタヌーン･デイライト』（FM PORT、2004年4月 - 2004年9月、金曜13時～17時）ナビゲーター
- 『愛ちゃん＆麻理ちゃんお悩み相談スタジオ』[8]（2022年1月31日～2023年9月15日、新潟日報デジタルプラス） - 遠藤麻理と共演
- 『工藤淳之介 3時のカルテット』（BSNラジオ、2021年3月29日 - 2024年3月25日）月曜日パートナー
- 『松本愛のやっぱり夜が好き』（2022年4月9日～2024年3月9日、燕三条エフエム放送）毎月第二土曜19時～21時、月一レギュラー放送

## その他
新潟県から自殺予防メディアゲートキーパーを委嘱されたことがある。